# 坎尼扎罗反应
坎尼扎罗反应（Cannizzaro反应），也译作坎尼札洛反應、康尼扎罗反应、卡尼扎罗反应，是无α活泼氢的醛在强碱作用下发生分子间氧化还原反应，生成一分子羧酸和一分子醇的有机歧化反应。意大利化学家斯坦尼斯劳·坎尼扎罗通过用草木灰处理苯甲醛，得到了苯甲酸和苯甲醇，首先发现了这个反应，反应名称也由此得来。
坎尼扎罗反应中常用的醛有芳香醛（如苯甲醛）和甲醛。对于有活泼氢的醛来说，碱会夺取活泼氢，从而发生羟醛反应，降低坎尼扎罗反应的收率。
分子内的坎尼扎罗反应也是可以发生的，有时产物羟基酸可以进一步失水环化生成内酯。

## 反应机理
首先发生碱对羰基的亲核加成，四面体型中间体再与强碱作用，失去一个质子变为双负离子（坎尼扎罗中间体）。由于氧原子带有负电荷，具有供电性，使得邻位碳原子排斥电子的能力大大增强。两个负离子中间体都可与醛作用，碳上的氢带着一对电子以氢负离子的形式转移到醛的羰基碳上，形成一个醇盐负离子和一个羧酸根负离子。坎尼扎罗反应中的水可以参与反应，生成氢气，也证实了氢负转移的过程。
总之，该反应是一个动力学上的三级反应，对于醛是二级反应，而对于碱是一级反应： 

rate = k[RCHO]2[OH-]  

在高浓度碱性环境下，第二个反应历程变成主要的，此时对碱成了二级反应： 

rate = k[RCHO]2[OH-] + k'[RCHO]2[OH-]2

## 交叉坎尼扎罗反应
交叉坎尼扎罗反应是坎尼扎罗反应的一种类型：混合两个不同的不含α氢的醛，使其在碱性条件下发生交叉氧化还原反应，称为交叉坎尼扎罗反应。这样的反应常会产生多种产物，没有制备价值。但如果其中一个醛为甲醛，则其总是自身被氧化为甲酸（因为甲醛还原性最强），而另一个反应物被还原为醇，这样的反应有制备价值。例如，工业上制取季戊四醇就是用的这个方法。（下图）